# Houten kerken in Maramureș
De Houten kerken van Maramureș zijn een selectie van verschillende houten kerken met andere bouwstijlen en van verschillende periodes. Deze karakteristieke kerken zijn smal maar hoog en hebben een klokkentoren, heel bijzonder, aan de westkant van de kerk. In het beboste gebergte van de regio Maramureș in Roemenië zijn deze 8 kerken gebouwd. Deze kerken zijn opgenomen op de Werelderfgoedlijst van UNESCO.